# Сыръяха
Сыръяха (устар. Сыр-Яха)— река в России, протекает по Ямало-Ненецкому АО. Устье реки находится в 40 км по левому берегу реки Южная Тыдэотта. Длина реки составляет 19 км.

## Данные водного реестра
По данным государственного водного реестра России относится к Нижнеобскому бассейновому округу, водохозяйственный участок реки — Пур. Речной бассейн реки — Пур.
Код объекта в государственном водном реестре — 15040000112115300059521.